# Central Security Service
Der Central Security Service (CSS; deutsch Zentraler Sicherheitsdienst) ist eine nachrichtendienstliche Dachorganisation des Verteidigungsministeriums der Vereinigten Staaten.

## Geschichte
Gegründet wurde die Behörde 1972, um die National Security Agency (NSA) und die Service Cryptologic Elements (SCE) der United States Armed Forces zusammenzuführen.

## Struktur
Der Central Security Service umfasst folgende militärischen Nachrichtendienst- und Sicherheitsorganisationen:
- U.S. Army Intelligence and Security Command (INSCOM, vorm. U.S. Army Security Agency)
- Marine Cryptologic Support Battalion (MCSB)
- U.S. Fleet Cyber Command (vorm. Naval Security Group)
- Twenty-Fifth Air Force (vorm. AFISRA)
- Coast Guard Intelligence (CGI)